# U23-Europameisterschaften im Rudern
Die U23-Europameisterschaften im Rudern (englisch European Rowing Under 23 Championships) sind seit dem Jahr 2017 jährlich vom Weltruderverband ausgetragene Europameisterschaften der U23-Altersklasse im Rudersport.

## Beschreibung
Die U23-Altersklasse (Senioren B) ist im Rudersport die einzige Nachwuchsklasse im Erwachsenenbereich. Startberechtigt sind Sportler, die im laufenden Kalenderjahr das 23. Lebensjahr noch nicht vollenden. Nach dem altersbedingten Verlassen des Juniorenbereiches (U19) können Nachwuchsathleten in diesem System über vier Saisons um den Anschluss an die Weltspitze kämpfen. Gleichzeitig sind sie im Rudersport aber schon uneingeschränkt für die offene Altersklasse (Senioren A) startberechtigt, so dass sie häufig in beiden Klassen innerhalb eines Jahres starten. Ein Start in der offenen Altersklasse, etwa bei den Ruder-Weltmeisterschaften oder der olympischen Ruderregatta, hat keinen Einfluss auf den Erhalt der Startberechtigung in der U23-Altersklasse.
Die Ruderregatta der U23-Europameisterschaften wird immer an einem Wochenende Ende August oder Anfang September ausgetragen. Als Wettkampfstätten kommen Regattastrecken in Betracht, auf denen 6 Bahnen mit Albano-System und eine Startanlage zur Verfügung stehen. Die Wettkampfdistanz beträgt in allen Läufen 2000 Meter ohne Kurven, in jedem Wertungslauf können maximal sechs Boote gleichzeitig starten. Wenn – wie üblich – mehr als sechs Meldungen je Wettbewerbsklasse eingehen, wird im Rahmen der Regatta über Vor- und Hoffnungsläufe sowie ggf. Halbfinals eine Qualifikation für die sechs Endlauf-Startplätze durchgeführt. Dabei werden am Samstag Vor- und Hoffnungsläufe ausgetragen und am Sonntag finden die Halbfinalrennen und Finals statt.
Für die U23-Europameisterschaften können alle europäischen Mitgliedsverbände des Weltruderverbandes und Israel jeweils eine Mannschaft je ausgetragener Bootsklasse melden. Alle Mannschaftsmitglieder müssen die Staatsangehörigkeit des meldenden Verbandes besitzen. Typischerweise ist eine nationale Qualifikation mit einem Selektionsprozess oder einem Ausscheidungswettkampf wie etwa nationalen U23-Jahrgangsmeisterschaften notwendig für die Auswahl der Mannschaften. Für die U23-Europameisterschaften gemeldete Ruderer dürfen bei dieser Veranstaltung grundsätzlich in mehr als einer Bootsklasse eingesetzt werden, wenngleich das ein eher unübliches Verfahren ist.
Das Regelwerk der Regatta wird von den Rules of Racing des Weltruderverbandes festgesetzt. Die Titelgewinner dürfen sich European Rowing Under 23 Champions (übersetzt etwa U23-Ruder-Europameister) nennen.
Bei der ersten Austragung gab es noch 12 Wettbewerbe für die Männer und 9 Wettbewerbe für die Frauen. Im Rahmen der Gleichstellung und der Änderungen des Programmes der Olympischen Spiele wurde das Programm 2018 überarbeitet. Seitdem gibt es 11 Wettbewerbe für Frauen und Männer, jeweils in der offenen Gewichtsklasse und der Leichtgewichtsklasse.
| Bootsklasse            | Kürzel | Männer                      | Männer (LG)                 | Frauen                      | Frauen (LG)                 |
| ---------------------- | ------ | --------------------------- | --------------------------- | --------------------------- | --------------------------- |
| Einer                  | 1x     | Grünes Häkchensymbol für ja | Grünes Häkchensymbol für ja | Grünes Häkchensymbol für ja | Grünes Häkchensymbol für ja |
| Doppelzweier           | 2x     | Grünes Häkchensymbol für ja | Grünes Häkchensymbol für ja | Grünes Häkchensymbol für ja | Grünes Häkchensymbol für ja |
| Doppelvierer           | 4x     | Grünes Häkchensymbol für ja | Grünes Häkchensymbol für ja | Grünes Häkchensymbol für ja | Grünes Häkchensymbol für ja |
| Zweier ohne Steuermann | 2-     | Grünes Häkchensymbol für ja | Grünes Häkchensymbol für ja | Grünes Häkchensymbol für ja | Grünes Häkchensymbol für ja |
| Vierer ohne Steuermann | 4-     | Grünes Häkchensymbol für ja | –                           | Grünes Häkchensymbol für ja | –                           |
| Vierer mit Steuermann  | 4+     | Grünes Häkchensymbol für ja | –                           | Grünes Häkchensymbol für ja | –                           |
| Achter                 | 8+     | Grünes Häkchensymbol für ja | –                           | Grünes Häkchensymbol für ja | –                           |

## Austragungen
| Jahr | Stadt                 | Land         | Gewässer             | Datum                   |
| ---- | --------------------- | ------------ | -------------------- | ----------------------- |
| 2017 | Kruszwica             | Polen        | Goplosee             | 2./3. September         |
| 2018 | Brest                 | Belarus      | Ruderkanal Brest     | 1./2. September         |
| 2019 | Ioannina              | Griechenland | Pamvotida-See        | 7./8. September         |
| 2020 | Duisburg              | Deutschland  | Regattabahn Duisburg | 5./6. September         |
| 2021 | Kruszwica             | Polen        | Goplosee             | 4./5. September         |
| 2022 | Willebroek (Mechelen) | Belgien      | Hazewinkel           | 3./4. September         |
| 2023 | Krefeld               | Deutschland  | Elfrather See        | 26./27. August          |
| 2024 | Duisburg              | Deutschland  | Regattabahn Duisburg | 31. August/1. September |